# Aníbal Troilo

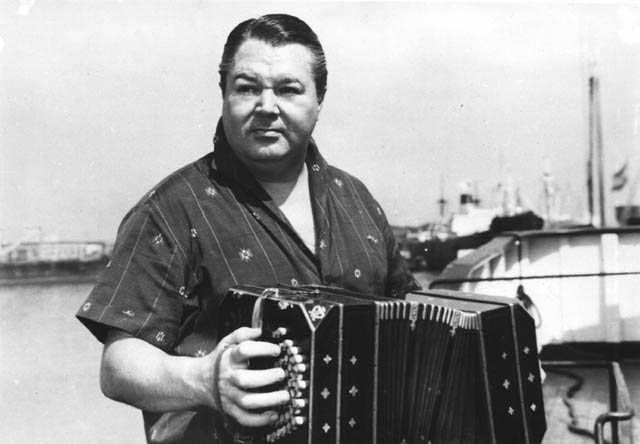
Aníbal Troilo

Aníbal Troilo (* 11. Juli 1914 in Balvanera (Buenos Aires); † 18. Mai 1975 in Buenos Aires; eigentlich Aníbal Carmelo Troilo Bagnolo), genannt „Pichuco“, war ein argentinischer Musiker (Bandoneonist), Arrangeur, Bandleader und Komponist des Tango.

## Leben
Aníbal Troilo erlernte im Alter von acht Jahren das Bandoneon-Spiel und arbeitete bereits 1925 als professioneller Musiker in einem Stummfilmkino in Buenos Aires.
Aníbal Troilo spielte zunächst in einem Sextett gemeinsam mit dem Violinisten Alfredo Gobbi. Ab 1929 war er zunächst Mitglied des Sexteto Vardaro-Pugliese und ging im gleichen Jahr zum Orquesta Típica des Sängers Julio Sosa. Darüber hinaus spielte er auch bei verschiedenen anderen Tango-Formationen. Zeitweise begleitete Aníbal Troilo den Sänger Carlos Gardel. In dieser Zeit entwickelte er seinen unverwechselbaren Stil, der nachfolgend als Troilo-Sound (Sonido Troilo) bezeichnet wurde.
Im Jahr 1937 gründete Aníbal Troilo sein eigenes Orquesta Típica, dem eine Reihe renommierter Tangomusiker, wie der Gitarrist Roberto Grela und 1939–1944 der Bandoneonist Astor Piazzolla angehörten, und das bis Ende der 1950er-Jahre überaus populär war. Im Jahr 1952 formierte Aníbal Troilo das Instrumentalquartett Cuarteto de Aníbal Troilo. Er arbeitete fortwährend mit den besten Musikern, Arrangeuren und Sängern des Tangos zusammen. Von seinen Musikern verlangte er, ihr Instrument wie er selbst zum 'Singen' zu bringen nach der Art von Carlos Gardel. Er legte auch Wert darauf, "mit so wenig Tönen wie möglich so viel wie möglich zu sagen."
Zu Ehren von Aníbal Troilo, der als Bandleader und Komponist den Tango maßgeblich prägte, errichtete die Stadt Buenos Aires eine Denkmal-Statue.

## Kompositionen (Auswahl)
- A Homero
- A la guardia nueva
- A Pedro Maffia
- Barrio de Tango
- Coplas
- Che bandoneón
- Desencuentro
- Garras
- Garúa
- María
- Medianoche
- Milonguero triste
- Naipe
- Nocturno a mi barrio
- Pa' que bailen los muchachos
- Responso
- Romance de barrio
- Sur
- Tango triste
- Toda mi vida
- La trampera
- La última curda
- Último farol
- Una canción
- Vuelve la serenata
- Y a mí, qué…

## Diskografie (Auswahl)

### Aníbal Troilo y su Orquesta Típica

#### 78rpm
- Yuyo verde / Garras (1946)
- Yo soy el tango / Mano brava (1949)
- Tú / Y volveremos a querernos (1950)

#### LPs
- Pichuco y sus cantores (1959)
- Con toda la voz que tengo (1959, mit dem Sänger Francisco Fiorentino)
- Cuando tallan los recuerdos (1959, mit dem Sänger Alberto Marino)
- Tristezas de la Calle Corrientes (1959)
- Haunting! The authentic argentine tango (1959)
- Tango recio (1963, mit dem Sänger Edmundo Rivero)
- Café de los angelitos (1964, mit dem Sänger Alberto Marino)
- Aníbal Troilo - Floreal Ruiz (1964, mit dem Sänger Floreal Ruiz)
- Él bulín de la calle Ayacucho (1964)
- Bien milonga (1965)
- Aníbal Troilo - Floreal Ruiz (1965, mit dem Sänger Floreal Ruiz)
- Pichuco sin palabras (1965)
- Troilo - Marino - Vol. 3 (1965, mit dem Sänger Alberto Marino)
- Soy un porteño (1966)
- Aníbal Troilo y Roberto Grela (1966, mit dem Gitarrist Roberto Grela)
- La historia de Aníbal Troilo - Vol 1-3 (1966)
- Otra vez Pichuco (1966)
- Homenaje a Fiorentino (1966)
- Troilo for export (1966)
- Milonguendo en el '40 (1966)
- Tangos de hoy y de siempre (1966, mit Osvaldo Pugliese)
- Troilo - Rivero (1966, mit dem Sänger Edmundo Rivero)
- Lo mejor de Aníbal Troilo (1967)
- Aníbal Troilo for export - Vol. 2 (1967)
- Pichuco sin palabras - Vol. 2 (1967)
- Ni más ni menos (1968)
- Nuestro Buenos Aires (1968)
- Nocturno a mi barrio (1969)
- El Polaco y yo (1969, mit dem Sänger Roberto Goyeneche)
- Che Buenos Aires (1969)
- Las grandes estaciones de Aníbal Troilo (1969)
- For export - Vol. 3 (1970)
- ¿Te acordas… Polaco? (1970)
- A mí me llaman Juan Tango (1970, mit Juan D’Arienzo)
- Tango en caño 14 (1972)
- Para vos Homero (1972)
- De vuelta a Salta (1973, mit Dino Saluzzi)
- Pichuco y sus cantores (1973)
- Raúl Berón y la Orquesta de Aníbal Troilo (1973, mit dem Sänger Raúl Berón)
- Quejas de bandoneón (1974)
- Bandoneón tierra adentro (1975)
- Tiempo de Aníbal Troilo (1975)
- Ayer, hoy y siempre (1975)
- Recordando a Aníbal Troilo y su Orquesta (1975)
- Latitud de Buenos Aires (1975)
- Bandoneón mayor de Buenos Aires (1975)
- Bandoneón mayor de Buenos Aires - Vol. 2 (1975)
- Discepolín (1975)
- Troilo en stéreo (1975)
- El conventillo (1977)
- Recuerdos de bohemia (1978, mit dem Sänger Alberto Marino)
- Troilo en el '40 (1979)
- Tango y tú
- Tango fran Argentina (1983)

#### CDs
- El inmortal "Pichuco" (1989)
- Del tiempo guapo (1994, mit dem Sänger Francisco Fiorentino)
- Cuando tallan los recuerdos (1994, mit dem Sänger Alberto Marino)
- Romance de barrio (1994, mit dem Sänger Floreal Ruiz)
- Sur (1994, mit dem Sänger Edmundo Rivero)
- Medianoche (1994, mit den Sängern Jorge Casal und Raúl Berón)
- Quejas de bandoneón (1994)
- 40 grandes éxitos (1999)

### Dúo Troilo - Grela

#### LP
- Este es tango (1963)

## Belege
1. 1 2  100 Jahre Anibal Troilo "Man sagt, er singt das Bandoneon", Deutschlandradio Kultur vom 11. Juli 2014, abgerufen am 11. Juli 2014.

| Personendaten    | Personendaten                               |
| ---------------- | ------------------------------------------- |
| NAME             | Troilo, Aníbal                              |
| KURZBESCHREIBUNG | argentinischer Tango-Musiker und -Komponist |
| GEBURTSDATUM     | 11. Juli 1914                               |
| GEBURTSORT       | Balvanera (Buenos Aires)                    |
| STERBEDATUM      | 18. Mai 1975                                |
| STERBEORT        | Buenos Aires                                |